# Hagakure
Hagakure (葉隠聞書?, Hagakure kikigaki, lett. "Annotazioni su cose udite all'ombra delle foglie") è una delle opere letterarie più significative tramandateci dal Giappone, pubblicata nel 1906 benché composta due secoli prima.
Il titolo Hagakure significa letteralmente "nascosto dalle foglie" (oppure "all'ombra delle foglie") e l'opera trasmette l'antica saggezza dei samurai sotto forma di brevi aforismi dai quali emerge lo spirito del bushidō (la via del guerriero) con la differenza di rivolgersi al samurai solitario (rōnin) che può venire a trovarsi, per una serie di vicissitudini che non dipendono dalla sua volontà, senza un signore da servire.

## Storia
L'autore Yamamoto Tsunetomo fu al servizio del daimyō Nabeshima Mitsushige (1632-1700) del feudo di Saga, in un'epoca di pace e di inizio della decadenza dei samurai. Quando il daimyo morì, Yamamoto divenne monaco buddhista della setta Zen Sōtō e si ritirò in monastero dove compose, in circa sette anni, aiutato dall'allievo Tashiro Tsuramoto, lo Hagakure, l'opera sullo spirito e il codice di condotta del samurai.
Tsunetomo espresse al discepolo il fermo desiderio che il libro venisse dato alle fiamme, ma Tsuramoto decise di renderlo pubblico ai samurai di Saga con il nome di Nabeshima Rongo ("i dialoghi di Nabeshima"). Il libro fu adottato per secoli come codice dei Samurai e vide la stampa solo nel 1906 con il titolo Hagakure. Dopo la pubblicazione, che destò subito molto interesse, il testo fu strumentalizzato dal militarismo giapponese della prima metà del XX secolo, al punto che i kamikaze della II guerra mondiale portavano con sé questo testo nel loro ultimo viaggio. Il tema principale del testo è in effetti la morte, vista non come semplice estinzione della vita, quanto piuttosto nel senso psicologico dell'eliminazione dell'io.
Hagakure è una raccolta di principi morali ma anche di consigli pratici, norme comportamentali, notizie storiche ed episodi esemplari di valore. Alcuni sono di natura assai spicciola ("come reprimere uno sbadiglio" o "come licenziare un servo") e di semplice etichetta, mentre altri costituiscono il nucleo del bushidō, cioè di quell'insieme di principi morali che presero forma in Giappone durante gli shōgunati di Kamakura (1185-1333) e Ashikaga (1336-1573), e che furono formalmente definiti ed applicati nel periodo Tokugawa (1603-1868), costituendo per secoli l'etica del popolo giapponese.

## Influenza culturale
- Nel 1967, tre anni prima del suo celebre seppuku, lo scrittore giapponese Yukio Mishima scrisse un'introduzione all'Hagakure e un commento ai primi tre volumi dell'opera, in cui confessava la grande importanza che l'opera di Tsunetomo aveva da sempre avuto per lui. Questo libro è stato tradotto dal giapponese nel 2023 col titolo La via del guerriero, per Feltrinelli; in precedenza, uscì in Italia da Bompiani nel 1987, ma tradotto dalla versione inglese, col titolo La via del samurai. Costituisce, oltre che un interessante approfondimento sull'opera, un vero e proprio testamento spirituale di Mishima.[7]
- Nel 1999 il regista Jim Jarmusch ha realizzato il film Ghost Dog - Il codice del samurai, nel quale il protagonista Forest Whitaker, un afroamericano chiamato Ghost Dog, vive seguendo i principi dell'Hagakure e lavora come sicario al soldo di un malavitoso affiliato ad una banda mafiosa italo-americana in declino.[8]
- Nella serie True Detective, segnatamente nel 1º episodio della 2ª serie, c'è una immagine della copertina in primissimo piano.
- La frase «Ciò che facciamo in vita riecheggia nell'eternità», pronunciata dal generale Massimo Decimo Meridio (interpretato da Russell Crowe) nel film Il gladiatore del 2000, è ripresa da questo libro.
- Nelle storie di Zagor L'uomo venuto dall'Oriente del 2005 e L'agguato dei ninja del 2017, sono citati alcuni passi dell'Hagakure.
- Nell'episodio 3 della serie 1992, Marcello Dell'Utri consegna una copia del libro al consulente Dott. Notte.

## Edizioni italiane
L'opera, che consta di 11 volumi, non è mai stata tradotta integralmente in lingua italiana. Molte sue parti si riferiscono così specificamente alla cultura giapponese da poter risultare forse ostiche per un pubblico non-giapponese: i curatori delle varie edizioni italiane finora hanno sempre operato selezioni delle parti più notevoli.
- Hagakure. Il codice segreto dei Samurai, Introduzione e traduzione dal giapponese di Luigi Soletta, Collana Asia: la nuova frontiera n.1, Roma, Editrice AVE, 1993; Collana Le vie dell'armonia n.1, Milano-Trento, Luni, 2000, 2013, ISBN 978-88-798-4360-7; Presentazione di Carlo Lucarelli, Appendice di Nicola Manca, Collana Einaudi Tascabili. Stile libero, Torino, Einaudi, 2001; Collana ET Classici n.1615, Einaudi, 2010, 2015, ISBN 978-88-062-2568-1.
- Hagakure. Il libro segreto dei samurai, traduzione di Maki Kasano, a cura di Marina Panatero e Tea Pecunia Bassani, Collana Arcobaleno, Milano, Mondadori, febbraio 2001, ISBN 978-88-044-8732-6. - Collana Oscar, Mondadori, 2002-2023.
- Hagakure. Il codice dei samurai, trad. dal giapponese e cura di Leonardo Vittorio Arena, Collana Superbur Classici n.257, Milano, BUR, 2003, ISBN 978-88-171-0694-8.
- Hagakure. All'ombra delle foglie, a cura di Francesca Meddi Fukushi, Chieti, Edizioni Solfanelli, 2005, ISBN 88-89756-05-5.
- Hagakure. All'ombra delle foglie. Precetti per un samurai, a cura di Antonio Fichera e Bruno Ballardini, trad. di B. Ballardini, Collana Saperi d'Oriente n.1, Roma, Edizioni Mediterranee, 2010, ISBN 978-88-272-2114-3.
- Hagakure. Come vivere e come morire da samurai, a cura di Ornella Civardi, Vercelli, Nuinui, 2022, ISBN 978-288-9359-22-6. - Collana BUR Classici d'Oriente, Milano, Rizzoli, 2024, ISBN 978-88-171-8523-3.
- Hagakure. Il libro segreto dei samurai, a cura di Giovanni Bresci, IBEX Edizioni, 2022, ISBN 979-83-539-8986-8.
- Hagakure. Il codice nascosto dei samurai, a cura di Z. Ferri, pubblicazione indipendente, 2022, ISBN 979-88-243-2173-9.
- Hagakure. Il codice segreto del samurai, a cura di Nunzia Castravelli, Collana Varia, Firenze, Giunti, 2023, ISBN 978-88-099-7055-7; Introduzione di N. Castravelli, Collana Passepartout, Firenze, Giunti-Barbèra, 2024, ISBN 978-88-099-7314-5. [ed. integrale del I e del II libro]
- Hagakure. Il libro segreto dei samurai, traduzione di Laura Molinari, Theoria, 2023, ISBN 978-88-549-8318-2.

### Interpretazione di Mishima
- Yukio Mishima, La Via del guerriero. Introduzione allo Hagakure, trad. dal giapponese di Andrea Maurizi, Collana I Narratori, Milano, Feltrinelli, 2023, ISBN 978-88-070-3571-5.
- Yukio Mishima, La via del samurai, trad. dalla versione inglese di Pier Francesco Paolini, Prefazione di Francesco Saba Sardi, Collana NuovoPortico, Milano, Bompiani, 1983, ISBN 88-452-4597-7.

### Adattamento manga
- Hagakure. Il codice del samurai, adattato da Sean Michael Wilson, illustrato da Chie Kutsuwada, postfazione di William Scott Wilson, Torino, Edizioni L'Età dell'Acquario, 2011, ISBN 978-88-713-6361-5.